# L'hivern assassí
L'hivern assassí (títol original: Winter Kills) és una pel·lícula estatunidenca dirigida per William Richert, estrenada el 1979. Ha estat doblada al català.

## Argument
Empleat en una gran firma estatunidenca implantada en Alemanya, un individu s'interroga a ell mateix. No trobant-se prou madur pel seu treball i la seva dona, decideix posar en escena el seu propi segrest per convertir-se en un home.

## Repartiment
- Jeff Bridges: Nick Kegan
- John Huston: el pare de Nick
- Anthony Perkins: John Cerruti
- Eli Wallach: Joe Diamond
- Sterling Hayden: Z.K. Dawson
- Dorothy Malone: Emma Kegan
- Tomás Milián: Frank Mayo
- Belinda Bauer: Yvette Malone
- Ralph Meeker: Gameboy Baker
- Toshiro Mifune: Keith
- Richard Boone: Keifitz
- David Spielberg: Miles Garner
- Brad Dexter: Capità Heller 1
- Michael Thoma: Ray Doty
- Ed Madsen: Capità Heller 2
- Gladys Hill: Rosemary
- Joe Spinell: Arthur Fletcher
- Irving Selbst: Irving
- Derrick-Lynn Thomas: el maître d'hotel
- Kyle Morris: John Kullers